# Clarion West Writers’ Workshop
Der Clarion West Writers’ Workshop ist ein renommierter, jährlich stattfindender sechswöchiger Lehrgang für angehende professionelle Autoren in den Bereichen der Science-Fiction- und Fantasyliteratur. Er wurde erstmals 1971 abgehalten und ist den Prinzipien des älteren Clarion Science Fiction Writers’ Workshop verpflichtet, ohne mit diesem organisatorisch verbunden zu sein. Der erste Clarion West ging auf eine Initiative von Vonda N. McIntyre zurück, selbst eine Absolventin des Clarion Workshops. Nach einer Pause in den Jahren von 1974 bis 1983 wurde Clarion West von J. T. Stewart und Marilyn J. Holt 1984 neu belebt und findet seither regelmäßig im Sommer in der Nähe der Seattle University statt.
Der Kurs dauert sechs Wochen und ist auf 18 Teilnehmer beschränkt. Aufgrund der beschränkten Teilnehmerzahl, des Auswahlprozesses, des Rufs der im Genre oft hoch geachteten Dozenten und vor allem aufgrund des Umstands, dass ein erheblicher Teil der Teilnehmer der bisherigen Workshops inzwischen zu anerkannten Autoren wurden, verleiht bereits die Teilnahme an einem Clarion-Workshop ein gewisses Prestige und wird auch regelmäßig in den Lebensläufen der Teilnehmer erwähnt.
Den 18 Teilnehmern stehen sechs Dozenten gegenüber, wobei jeder Dozent jeweils eine Woche des Kurses übernimmt.
Die Teilnahme erfolgt aufgrund einer kostenpflichtigen Bewerbung, zu der ein einzureichendes Manuskript von 20 bis 30 Normseiten Umfang gehört.
Träger ist seit 1986 eine gemeinnützige Organisation, die neben den Workshops auch Lesungen und andere Veranstaltungen im Umfeld des Workshops organisiert.
2020 fand der Workshop aufgrund der COVID-19-Pandemie nicht statt.

## Teilnehmer und Dozenten
Die bisherigen Teilnehmer und Dozenten bei Clarion West waren:
| Jahr | Teilnehmer | Dozenten |
| ---- | --- | --- |
| 1971 | Susan Rubinyi Anderson, Scott Bradford, F. M. Busby, Lin Nielsen Cochran, Stephen Compton, Larry A. Frost, Donald A. Glover, Philip Haldeman, Brian Hargus, Gustav Hasford, Dean Hodgson, Susan Lucum, James Patrick Muir, Maggie Nadler, Brad R. Reddersen, William Leslie Semple, JT Stewart, Bruce Taylor, David Williams, Ilze Zigurs              | George Clayton Johnson, Harlan Ellison, Joanna Russ, Samuel R. Delany, Ursula K. Le Guin                              |
| 1972 | Susan Rubinyi Anderson, Mildred Downey Broxon, F. M. Busby, Steve Carper, Bruce Allen Collins, Arthur Byron Cover, Scott Edelstein, Larry A. Frost, Philip Haldeman, Stephen L. Hust, Mary M. Johnson, Richard C. Newsome, Julian Reid, Neil M. Ruttenberg, Robert M. Sabella, John Shirley, Gene Van Troyer, Lisa Tuttle, Herb Williams, David Wise   | Avram Davidson, Frank Herbert, Harlan Ellison, Robert Silverberg, Terry Carr, Ursula K. Le Guin                       |
| 1973 | Margot Adler, Russell Bates, Glen Chang, Lin Nielsen Cochran, Gustav Hasford, Dawn Johanson, Doug Kinnaird, Joe Manfredini, Steve Miller, Dvora Olmstead, Richard J. Petrowich, Susan Purviance, Lucinda J. Seaman, Mark Sherman, John Walters, David White, David Wise                                                                                | Harlan Ellison, James Sallis, Joanna Russ, Peter S. Beagle, Terry Carr, Ursula K. Le Guin                             |
| 1984 | Richard Clement, Greg Cox, Kathryn E. Cramer, Kenneth Crawford, Donna Davis Rysdyk, Bruce Chandler Fergusson, Michael Gilbert, Linda Jordan, Kay Kinghammer, Dan O’Keefe, Cara Inks Reed, Jeremy Robkin, Rhea E. Rose, Carol Severance, Amy Thomson, Jill Zeller, Diane Zimmerman                                                                      | Arthur Byron Cover, David Hartwell, Norman Spinrad, Suzy McKee Charnas, Terry Carr, Vonda N. McIntyre                 |
| 1985 | Betsy Allbright, Gerri Balter, Luella Burrows, Elmer Eells, Pamela K. Hicks, Les Howle, Christopher Kadoshima, Kevin Kerr, Steve Martin, Claudia O’Keefe, Susan Palwick, Alan Roberts, Richard Singer, Scott Stolnack, Slattery Tyler, Jeff Williams, Shirley Winston, N. Lee Wood                                                                     | Arthur Byron Cover, Chelsea Quinn Yarbro, Marta Randall, Norman Spinrad, Octavia E. Butler, Samuel R. Delany          |
| 1986 | Virginia Allen, Janet Bellwether, Steven Bryan Bieler, David E. Cortesi, Alissa Johnson, Mark Manning, Nancy Thalia Reynolds, Michael Scanlon, Patrick J. Swenson | David Hartwell, Edward Bryant, Joan D. Vinge, Norman Spinrad, Patricia McKillip, Suzy McKee Charnas                   |
| 1987 | Kathleen Alcalá, Karen Allendoerfer, Colleen Anderson, Dan Bennett, Laura Brenner, Michael Croteau, Kathryn Drennan, Ron Drummond, Kij Johnson, Shirley Johnston, Susan Kray, Dave Myers, Hillary Rettig, Clélie Rich, David Sandner, Dean Shomshak, Michael Stearns, Richard Terra, Kit Townsend, Dick Trtek, Gordon Van Gelder, Janet Elliott Waters | Connie Willis, Edward Bryant, Octavia E. Butler, Samuel R. Delany, Tappan King, Ursula K. Le Guin                     |
| 1988 | James Bartow, Charié Craig, Mike Crosson, Gregg Fackler, John Gibbons, Kathleen Ann Goonan, Diane Hall, Eric Harpell, Phoebe Harris, Jane Hawkins, Jon Inouye, Diane Mapes, Henry Millstein, Michaelene S. Pendleton, Constance Roe, Mary Rosenblum, William M. Shockley, Beverly Suarez-Beard, Sage Walker, Deborah Wessell, Chris Willrich           | Elizabeth A. Lynn, Gardner Dozois, Greg Bear, Joan D. Vinge, Orson Scott Card, Peter S. Beagle                        |
| 1989 | Mary Bachran, Jennifer W. Bellack, Adam Bridge, Daren Bush, Diana M. Castro, David M. Charles, Wendy Counsil, Tony Daniel, Diane K. Dieter, Carol Dorf, Janice M. Eisen, K. Emil Erickson, James Alan Gardner, Carolyn Ives Gilman, Guy Hail, Darrell Kastin, Konstantine Kyriacopoulos, Byron LaDue, Paul MacRae, Kevin Mims, Jodi Kimbell Scanlon    | Amy Stout, Connie Willis, Karen Joy Fowler, Lucius Shepard, Orson Scott Card, Roger Zelazny                           |
| 1990 | Tavis Allison, Marcella Belton, Michael Scott Bricker, Arinn Dembo, Robert Devereaux, Susan Grossman, Paul Grunwell, Paul Helweg, Christine Henderson, David Herter, Sally Kohonoski, Clinton Lawrence, David Lewis, Rebecca V. Neason, Carol Nussbaum, Steve O’Hara, Brooks Peck, Leonard Rysdyk, Blaise Selby, S. Lee Singer                         | David Hartwell, Gene Wolfe, Karen Joy Fowler, Lewis Shiner, Pat Murphy, Vonda N. McIntyre                             |
| 1991 | Dilip Agarwal, David Boone, Sari Boren, Martin Cirulis, Mark Coen, David Duck Coupe, Shelby Goerlitz, P. J. Groeneveldt, Chris Hall, Amy Axt Hanson, Jed Hartman, Connie Hirsch, Marilyn Husted, Karen Jensen, Pat Kava, Myrna Ougland, Kitty Perry, Lawrence Schimel, Terri Trimble, Bill Tuttle                                                      | Ellen Datlow, Emma Bull, George Alec Effinger, Lisa Tuttle, Lucius Shepard, Samuel R. Delany, Will Shetterly          |
| 1992 | Vincent G. Bonasso, Gene Bostwick, Mark Bourne, Lee Capps, Robert D. Carroll, Danny Daniels, Richard Garfinkle, Andrew P. Hooper, Sonia Orin Lyris, Alexandra MacKenzie, Tom Marcinko, Daniel Marcus, David Marusek, Holly Wade Matter, Todd Johnson McCaffrey, Kate Schaefer, Nisi Shawl, Jim Snowden, Cynthia Ward, Amy Wolf                         | Gardner Dozois, Howard Waldrop, John Crowley, John Shirley, Nancy Kress, Pat Cadigan                                  |
| 1993 | Mark T. Adams, Robert Boyczuk, Candyce Byrne, Mark Corliss, Robert Dennis, Patrizia DiLucchio, Anthony Dollar, Ian Hagemann, Morgan Hua, Cid Hughes, Louise Marley, Marybeth H. O’Halloran, Jean Oldham, Caroline D. Rhodes, Sande Simpson, Will Swagel, W. Bradford Swift, David G. Taylor, Ben Trumble, Robert Vamosi                                | Alice Turner, Connie Willis, Geoff Ryman, Greg Bear, Lucius Shepard, Pat Murphy                                       |
| 1994 | Paul T. Allen, Renée Awana, Michael P. Belfiore, Öjvind Bernander, Ellen T. Brenner, Mike Brotherton, Pedro M. Domingos, Andy Duncan, Bronwynn Elko, M. W. Keiper, Pamela Marks, Syne Mitchell, Eric S. Nylund, Jay O’Connell, Carol D. Pinchefsky, Melissa Lee Shaw, Byron Tetrick, Ray West, Kelly Winters, Robert Wojtasiewicz                      | Beth A. Meacham, Elizabeth Hand, Joe Haldeman, Lisa Goldstein, Michael Swanwick, Nancy Kress, Tappan King             |
| 1995 | David Cowper, Alyx Dellamonica, Glenn Hackney, Joseph P. Haines, Zeke Kamm, Fiona Kelleghan, Doug Lain, Timalyne Lindquist-Frazier, Shirley W. Mercer, Donald Moore, Joseph Murphy, Robert Murphy, Jr., Robert Nansel, Marcus Nordenstam, Donna Palomaki, Kristi Pierce, Miguel Ramos, Jessica Reisman, Jane Shiau, Ron Wodaski                        | Howard Waldrop, Joan D. Vinge, John Crowley, Katherine Dunn, Michael Swanwick, Gardner Dozois                         |
| 1996 | Brett Baker, Jeremy Bloom, Lyman Caswell, Kenneth Crawford, Christopher Doyle, Craig Gidney, Neile Graham, Robert Guffey, Eric Johnson, Bryn Kanar, Judy McCrosky, Elizabeth McDowell, Michael Meltzer, Richard Poss, Justina Robson, Kurtis Roth, Christopher Rowe, John Serna, Anson Smith, Rich Warren                                              | Ellen Datlow, Geoff Ryman, Jack Womack, Pat Cadigan, Rachel Pollack, Terry Bisson                                     |
| 1997 | Bill Burkett, Jr., Leah Cutter, Clayton B. Evans, Rob Furey, John Gerner, Susan Jett, Bob Kruger, Alexander Lamb, Katherine Major, Mary Anne Mohanraj, Nancy Jane Moore, Barbara Pfeffer Billauer, Therese Pieczynski, Naomi Gayle Rivkis, C. J. Silverio, Richard Wadholm, Robert Wexler                                                              | Beth A. Meacham, Lucius Shepard, Michael Bishop, Nicola Griffith, Samuel R. Delany, Suzy McKee Charnas, Tappan King   |
| 1998 | Daniel J. Abraham, Michael Bateman, R. S. Blum, Karen M. Cupp, Jeffrey A. Deveaux, Ellen Levy Finch, Karen D. Fishler, Christyna Ivers, Burke T. Kealey, Ruth Nestvold, John Olsen, Diana Rowland, Chiara Shah, Susan Lee, Tamela Viglione, David Wellington, Eric M. Witchey                                                                          | Carol Emshwiller, Connie Willis, Gardner Dozois, George R. R. Martin, Lucy Sussex, Paul Park                          |
| 1999 | Sarah Brandel, Christine Castigliano, Duncan Clark, Sanford L. Clarke, Monte Cook, Daniel G. Dick, Andrea Hairston, Jay Lee Joslin, Leah Kaufman, Margo Lanagan, Ama B. Patterson, Elizabeth S. Roberts, Joe Sutliff Sanders, Tom Sweeney, Sheree Renee Thomas, Trent Walters, Stephen Woodworth                                                       | Gordon Van Gelder, Greg Bear, Gwyneth Jones, Howard Waldrop, Nancy Kress, Octavia E. Butler                           |
| 2000 | Alexander C. Austin, Greg Beatty, Julian Brown, Albert L. Folsom, Kameron Hurley, Miriam Hurst, David D. Levine, William Mingin, Francesca Myman, Paulette Rousselle, Inez Schaechterle, Andrew T. Scott, A. E. Silas, David R. Silas, Amy Sisson, G. Patrick Weekes, Jennifer Whitson                                                                 | Candas Jane Dorsey, Carol Emshwiller, David Hartwell, Geoff Ryman, John Crowley, Pat Murphy, Paul Park                |
| 2001 | Karen Abrahamson, Michael Barry, Avi Bar-Ze’ev, Stephanie Burgis, Linda De Meulemeester, Susan Ee, Raymund Eich, Ari Goelman, Kiini Ibura, Carla J. Johnson, Sean Klein, Samantha Ling Liu, Emily Mah Tippetts, Benjamin Rosenbaum, Allan Rousselle, Patrick Samphire, Ibi Aanu Zoboi                                                                  | Brad Denton, Connie Willis, Ellen Datlow, Jack Womack, Nalo Hopkinson, Octavia E. Butler                              |
| 2002 | Lynette Aspey, Robert Brown, Dario Ciriello, James Wallace Harris, L. Jackson, Adrian Khactu, Simran Khalsa, Daniel Llinas, Traci L. Morganfield, Elizabeth Nice, Christopher Pommier, Wendy Schaffer, Doug Sharp, Diana Sherman, James P. Thomas, Ysabeau S. Wilce, Genevieve Williams                                                                | Gardner Dozois, Joe Haldeman, John Crowley, Kathleen Alcalá, Pat Cadigan, Paul Park                                   |
| 2003 | Carl Allery, K. Tempest Bradford, Wendy Bradley, Anna Feruglio Dal Dan, Michael Henderson, Anthony Jacob Hensley, Alexander H. Jennings, Robin Jensen, Claire Light, Gabriel Morgan, Claudius Reich, Carl Sieber, Marsha Sisolak, Bob Sojka, Daniel Starr, Eliani Torres, Jeffrey Weitzel                                                              | China Miéville, Elizabeth Hand, Kathleen Ann Goonan, Nancy Kress, Patrick Nielsen Hayden, Samuel R. Delany            |
| 2004 | R. R. Angell, Jesse Buerk, Brian Conn, Alec Deason, Adele Gardner, Ajit A. George, Vylar Kaftan, Alice Kim, April Lott, Darja Malcolm-Clarke, Meghan McCarron, Anil Menon, Ernest Reimer, D. Smith, Jeff Spock, Deb Taber, Greer Woodward | Charles de Lint, Geoff Ryman, James Patrick Kelly, John Kessel, Kelly Link, Larissa Lai, Pat Murphy                   |
| 2005 | S. Hutson Blount, Ada Milenkovic Brown, Mischa DeNola, Kristine Dikeman, Amy Eastment, Kira Franz, Chris Furst, Stephen Gold, Ann Leckie, Heather Lindsley, Edo Mor, E. C. Myers, Cat Rambo, Karen M. Roberts, Rashida J. Smith, Katie Sparrow, Rachel Swirsky, James Trimarco                                                                         | Andy Duncan, Connie Willis, Gordon Van Gelder, L. Timmel Duchamp, Michael Swanwick, Octavia E. Butler                 |
| 2006 | Mark Bukovec, Ben Burgis, Tina Connolly, Tristan Davenport, Rebecca Gold, Nicole Gresham, Guy Immega, Julie McGalliard, Maura McHugh, Ian McHugh, Meghan Sinoff, Nancy Nivling, Shawn Scarber, Gord Sellar, David A. Simons, James Trombetta, Tinatsu Wallace, Caroline Yoachim                                                                        | Maureen F. McHugh, Ellen Datlow, Ian MacLeod, Nalo Hopkinson, Paul Park, Vernor Vinge                                 |
| 2007 | Cassie Alexander, Jon Allison, Christopher Caldwell, Roz Clarke, Benjamin Crowell, Gary Dauphin, Carrie Devall, Jocelyn Paige Kelly, Amy Lau, Dominica Phetteplace, Sharon K. Richards, Stacy Sinclair, Melinda Thielbar, Michael R. Underwood, Lilah Wild, David J. Williams, David Zasloff, Derek Zumsteg                                            | Graham Joyce, Kelley Eskridge, Larissa Lai, Nancy Kress, Patrick Nielsen Hayden, Samuel R. Delany                     |
| 2008 | Pritpaul Bains, Marguerite Croft, Theresa DeLucci, Caren Gussoff, Tracy J. Harford, Shane Hoversten, Kristin Janz, Rajan Khanna, Douglas Lucas, Carlton Mellick III, An Owomoyela, Pamela Rentz, Christopher Reynaga, Eden Robins, Carol Ryles, Owen Salisbury, Jim Stewart, Kira Walsh                                                                | Chuck Palahniuk, Connie Willis, Cory Doctorow, Mary Rosenblum, Paul Park, Sheree Renee Thomas                         |
| 2009 | Siobhan Carroll, Steven A. Ellmore, Katrina S. Forest, Randy Henderson, Lucas Johnson, Jordan Lapp, Rochita Loenen-Ruiz, Kris Millering, D. J. Muir, Nate Parkes, Isis Persephone D’Shaun, Tom Rodgers, Vicki Saunders, J. M. Sidorova, Emily C. Skaftun, William Vandemark, Joel Walsh, D. Elizabeth Wasden                                           | David Hartwell, Elizabeth Bear, John Kessel, Karen Joy Fowler, Nalo Hopkinson, Rudy Rucker                            |
| 2010 | Michael Alexander, Frank Ard, K. C. Ball, Stephanie Denise Brown, Adam Brymora, Abbey Chung, Cassandra Rose Clarke, Lauren Dixon, Jack Graham, Jude-Marie Green, Tod McCoy, Remy Nakamura, Sandra M. Odell, Erik Owomoyela, Nick Pidgeon, Andrew Romine, Stephanie Louise Scudder, Tracie Welser                                                       | Michael Bishop, Maureen F. McHugh, Nnedi Okorafor, Graham Joyce, Ellen Datlow, Ian McDonald                           |
| 2011 | Alisa Alering, Alex Bear, John Coyne, Corinne Duyvis, Erik David Even, S. Gilbow, Eliza Hirsch, Catherine Krahe, Jei D. Marcade, Jenni Moody, Jack Nicholls, Mark Pantoja, David Rees-Thomas, Maria Romasco-Moore, Jeremy Sim, Anne Toole, Nicholas Tramdack, Alberto Yáñez                                                                            | L. Timmel Duchamp, Margo Lanagan, Nancy Kress, Charles Stross, Minister Faust, Paul Park                              |
| 2012 | Brenta Blevins, Bryan Camp, Indrapramit Das, Sarah Dodd, M. Huw Evans, Greg Friis West, Laura Friis West, James G. Harper, Alyc Helms, James Herndon, Nicholas Houser, Georgina Kamsika, Henry Lien, Helen Marshall, Kim Neville, Cory Skerry, Carlie St. George, Blythe Woolston                                                                      | Kelly Link, Connie Willis, George R. R. Martin, Chuck Palahniuk, Mary Rosenblum, Gavin J. Grant, Stephen Graham Jones |
| 2013 | Helena Bell, John Costello, Geetanjali Dighe, David Edison, Fabio Fernandes, Jennifer Giesbrecht, Vince Haig, Nicole Idar, Alex Kane, Nick Lancaster, Usman Malik, Liam Meilleur, Shannon Peavey, Kelly Sandoval, Allison Solano, Hugo Xiong, JY Yang, E. Lily Yu                                                                                      | Samuel R. Delany, Joe Hill, Margo Lanagan, Ellen Datlow, Neil Gaiman, Elizabeth Hand                                  |
| 2014 | Adanze Asante, Alexander Berman, Christopher Carlson, Curtis C. Chen, Shannon Fay, Christy Johnson, Rich Larson, Michael Matheson, Ian Muneshwar, Chinelo Onwualu, Sandra Monica Martins Reis Pinto, Rhiannon Rasmussen-Silverstein, Steven Rickards, Michael Smith, Jae Steinbacher, Yang-Yang Wang, Marlee Jane Ward, Alison Wilgus                  | Kij Johnson, John Crowley, Ian McDonald, Charlie Jane Anders, Paul Park, Hiromi Goto                                  |
| 2015 | Rebecca Campbell, Garret Johnston, Justin C. Key, Margaret Killjoy, Samuel Kolawole, Thersa Matsuura, Monidipa “Mimi” Mondal, Tegan Moore, Nana, Christine Neulieb, Laurie Penny, Evan J. Peterson, Dinesh Pulandram, Michael Sebastian, Nibedita Sen, Jake Stone, Leo Vladimirsky, Julia M. Wetherell                                                 | Andy Duncan, Eileen Gunn, Tobias Buckell, Connie Willis, Nalo Hopkinson, Cory Doctorow                                |
| 2016 | Taimur Ahmad, Betsy Aoki, Elizabeth Bartmess, T. Jane Berry, Octavia Cade, Paul DesCombaz, Alex Filipowicz, Lora Gray, C. A. Hawksmoor, Jon Lasser, S. Qiouyi Lu, Gunnar Norskog, Emma Osborne, Shiv Ramdas, Mitchell Shanklin, Jessica Silbaugh-Cowdin, Gabriel Teodros, Cadwell Turnbull                                                             | Paul Park, Stephen Graham Jones, Elizabeth Bear, N. K. Jemisin, Sheila Williams, Geoff Ryman                          |
| 2017 | Shweta Adhyam, E. L. Bangs, David Bruns, Andrea Chapela, Mark Galarrita, A. T. Greenblatt, Iori Kusano, Patrick Lofgren, Alexandra Manglis, Robert Minto, Stephanie Malia Morris, Andrea M. Pawley, Joanne Lim-Pousard, Vina Jie-Min Prasad, Adam Shannon, Emma Törzs, Izzy Wasserstein, Gordon White                                                  | Daryl Gregory, Kij Johnson, John Chu, Connie Willis, Daniel José Older, Pat Cadigan                                   |
| 2018 | E. C. Barrett, Carson Beker, Rachel Broderick, N. C. Calder, Isabel Cañas, Woody Dismukes, Clay P. Greene, Dora Klindžić, Wen Ma, Ted Mahsun, Rodrigo Assis Mesquita, Brittany Pladek, Gregory Scheckler, Jen Sexton-Riley, Rachel Simmons, Dennis E. Staples, Natalia Theodoridou                                                                     | Daniel Abraham, Ken MacLeod, Yoon Ha Lee, Karen Lord, Karen Joy Fowler, Ellen Datlow                                  |